# Белица (риба)
Белица (лат. Leucaspius delineatus) је слатководна риба која припада фамилији Cyprinidae
Латински назив: Leucaspius delineatus
Локални називи: најлонка, белка, косаљ, бела риба
Макс. дужина: 19 
Макс. маса:150gr-350gr
Време мреста: лето 

## Опис и грађа
Белица има издужено тело покривено сребрнастом крљушти која лако отпада. Леђа јој имају зеленкасту или жућкасту нијансу, а бокови су сребрнкастобеличасти са пругама јарко сребрнастоплаве боје. Има безбојна пераја. Бочна линија јој није пуна и прекида се најдаље од 12-те или 13-те крљушти иза главе Боја тела белице умногоме зависи од терена на коме обитава, и мада је приметно мања и има значајне разлике, многи белицу бркају са кедером (кауглер, беовица, белка, клија, зеленика, зекица, уклија). Речна белица је много светлија од језерске и слична је болену.

## Навике, станиште и распрострањеност
Белица је риба која је стално обитава у површинском слоју воде. Живи у језерима и каналима, као и равничарским рекама са спорим током. Белица је риба која живи у јату, мала – ситна риба која је распрострањена и у средњој и источној Европи, просечне дужине од 6 до 12 cm, максимално 19 cm.
У Србији, због тога што се креће по површинским деловима воде је зову повруш и насељава низинске и прелазне воде црноморског слива. 

## Размножавање
Белица полну зрелост достиже у другој години живота. Мрести се летњем периоду, а икру одлаже на предметима који пливају по површини воде - доњу страну листа, дрвета.